# James Joyce (ferry)
Pour les articles homonymes, voir James Joyce.
Le James Joyce est un ferry rapide appartenant à la compagnie irlandaise Irish Ferries. Construit par les chantiers Aker Finnyards d'Helsinki entre 2006 et 2007 sous le nom de Star pour la compagnie estonienne Tallink, il est mis en service en avril 2007 sur les lignes reliant l'Estonie à la Finlande. Remplacé sur cet itinéraire en 2022, il est affrété à compter du mois de mai 2023 par Irish Ferries qui l'emploie entre l'Irlande, le Royaume-Uni et la France, tout d'abord sous le nom d’Oscar Wilde puis de James Joyce à partir de juin 2024. Restitué à Tallink en janvier 2025, il est brièvement réinséré sur le trafic de la compagnie estonienne entre l'Estonie et la Suède à partir de février avant d'être finalement revendu à Irish Ferries au mois d'avril.

## Historique

### Origines et construction
Au début des années 2000, la compagnie estonienne Tallink s'impose rapidement comme le principal armateur de son pays. Avec la reprise de la ligne à succès entre l'Estonie et la Suède, l'armateur poursuit son développement et son implantation en mer Baltique. C'est dans ce contexte que la compagnie estonienne décide d'ouvrir un service rapide assuré plusieurs fois par jour sur sa ligne phare entre l'Estonie et la Finlande. Tallink envisage ainsi la construction de navires inspirés des car-ferries rapides qui connaissent un grand succès en Méditerranée. Ces navires ont l'avantage de combiner des dimensions importantes et une grande capacité à des vitesses élevées. Dès le mois d'août 2005, la commande d'un premier navire de ce type est passée aux chantiers Aker Finnyards d'Helsinki, suivie peu de temps après d'un second aux chantiers Fincantieri d'Ancône en Italie.

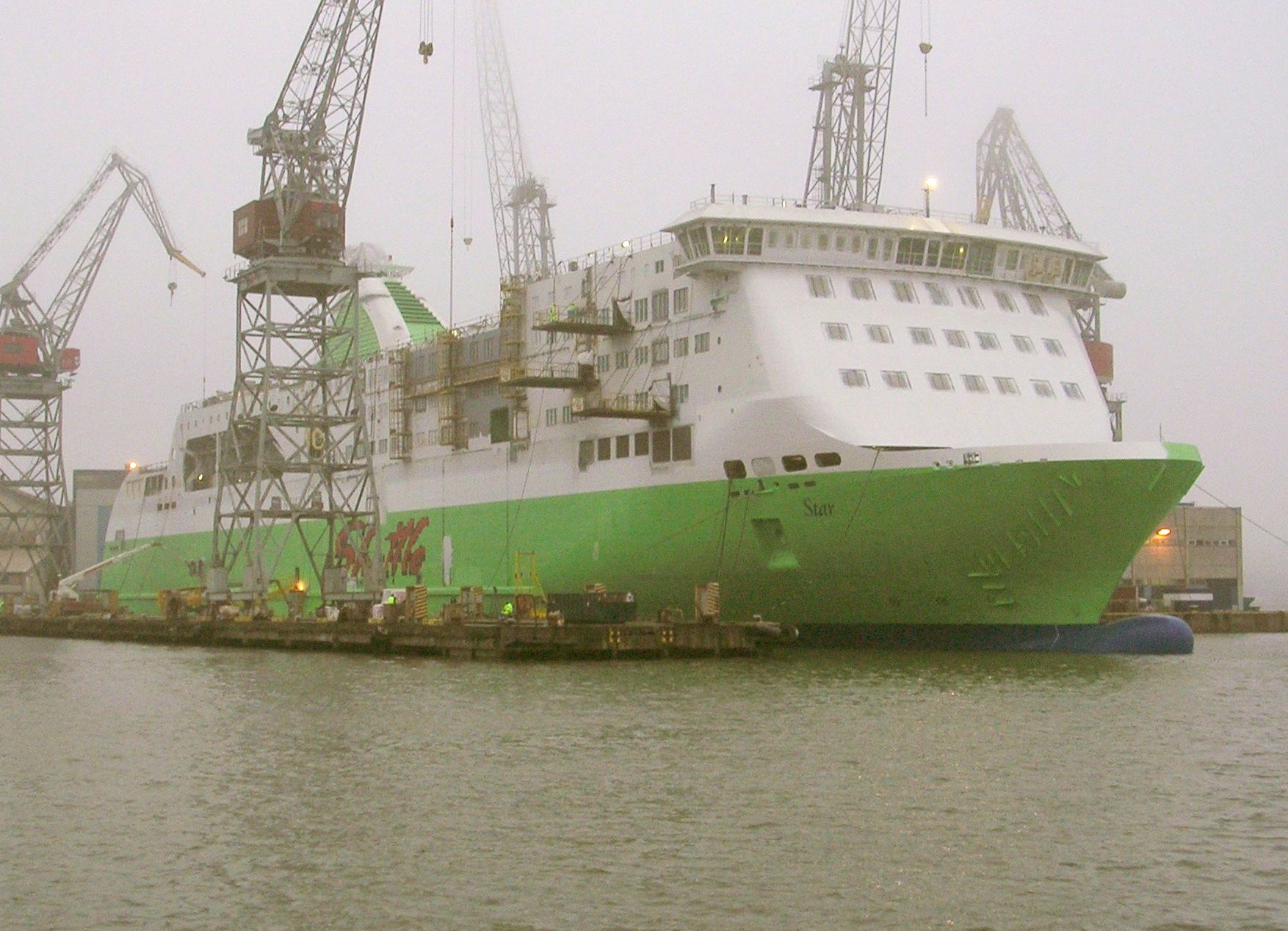
Le Star en construction à Helsinki.

La conception du premier navire, baptisé Star, est inspirée de celle du ferry SeaFrance Rodin, livré en 2001 par le même chantier. Il présente en effet des caractéristiques et une apparence similaire malgré de nombreuses différences concernant la disposition des aménagements intérieurs. Sa configuration tranche avec celle des autres navires de Tallink, là où ces derniers sont conçus pour des traversées relativement longues, le Star est lui destiné à de courts voyages de jour à grande vitesse. Le navire comporte ainsi peu de cabines mais davantage de salons aux prestations variables. Son garage est également conçu pour accueillir une certaine quantité de fret avec une surface de 1 981 mètres linéaires s'étendant sur trois niveaux, dont un couvrant la hauteur de deux ponts. À l'instar toutefois des autres navires de la flotte, il est équipé de nombreux espaces de restauration et de divertissement ainsi que d'une importante surface dédiée aux galeries marchandes. Mais la caractéristique la plus notable du navire réside dans son appareil propulsif, capable d'atteindre des vitesses avoisinant les 30 nœuds, ce qui permettra de multiplier les fréquences.
Le Star est mis sur cale le 30 mai 2006 et lancé le 23 novembre. À la suite des travaux de finitions, il réalise ses essais en mer du 14 au 17 mars 2007. Retardée d'une semaine en raison d'un problème technique au niveau de l'appareil propulsif, la livraison du Star a lieu le 10 avril 2007.

### Service

#### Tallink (2007-2025)
Le Star commence son exploitation commerciale le 12 avril 2007 entre Tallinn et Helsinki. Il inaugure ainsi le service Tallink Shuttle, proposant des traversées rapides durant en moyenne trois heures. Sa vitesse de 27 nœuds lui permet de réaliser jusqu'à quatre allers-retours par jour. En avril 2008, les fréquences sont augmentées avec l'arrivée du Superstar.
Dans la nuit du 12 au 13 décembre 2013, alors que le navire est à quai à Helsinki, la rampe intérieure connectant les garages inférieur et supérieur cède et s'écrase sur six camions, blessant également un chauffeur,. L'incident entraîne l'annulation des traversées qu'il devait effectuer le lendemain.
En 2017, à l'occasion de l'arrivée du nouveau Megastar, les infrastructures portuaires de Tallinn sont modifiées pour se conformer aux méthodes de chargement du navire. En conséquence, le Star est également adapté à ces nouvelles infrastructures avec l'ajout d'une trappe à la proue donnant directement accès au garage supérieur.
À partir du mois de mars 2020, les services de Tallink sont perturbés en raison des restrictions dues à la crise sanitaire provoquée par la pandémie de Covid-19. Retiré du service, le Star est dans un premier temps désarmé avant de finalement reprendre ses rotations au mois de mai, à une cadence toutefois réduite.
Remplacé en décembre 2022 par le nouveau ferry MyStar, le navire est tout d'abord exploité en sus de ce dernier et du Megastar entre Tallinn et Helsinki jusqu'au 1er mai 2023. Affrété à cette date par la compagnie irlandaise Irish Ferries, il prend le nom d’Oscar Wilde et est enregistré sous pavillon chypriote puis quitte l'Estonie le 9 mai. Après avoir effectué des essais de rampes à Cherbourg, Rosslare et Pembroke Dock, il rejoint les chantiers Harland & Wolff de Belfast le 17 mai afin d'être repeint aux couleurs d'Irish Ferries. À l'issue des travaux, il commence ses rotations le 30 mai entre l'Irlande et le Royaume-Uni sur la liaison Rosslare - Pembroke Dock. En février 2024, le navire est transféré à Dublin et relie la capitale irlandaise à Holyhead ainsi que Cherbourg. Quelques mois plus tard, en juin, Irish Ferries intègre à sa flotte le ferry Spirit of Britain, affrété à la compagnie P&O et rebaptisé Oscar Wilde. En conséquence, l'ancien Oscar Wilde change de nom et devient le James Joyce. Au mois de décembre, il retourne naviguer entre Rosslare et Pembroke.
En janvier 2025, l'affrètement du ferry arrive à son terme et celui-ci est restitué à Tallink. Après avoir terminé sa dernière rotation pour le compte d'Irish Ferries le 15 janvier, le navire rejoint Dunkerque où les logos de la compagnie irlandaise sont effacés de ses flancs puis appareille à destination de l'Estonie le 24 janvier. Arrivé à Tallinn le 27 janvier, il est renommé Star I et arbore de nouveau son pavillon estonien d'origine à compter du lendemain. De retour au sein de la flotte de Tallink, celle-ci envisage alors de l'employer entre l'Estonie et la Suède sur l'axe Paldiski - Kapellskär. Le 1er février, il entre en carénage aux chantiers de Naantali afin d'être préparé en vue de sa nouvelle affectation. Sa coque est laissée blanche et seuls les logos de Tallink sont rajoutés sur les flancs et la cheminée. Une fois ces rapides transformations achevées, il rejoint Paldiski le 9 février et appareille le jour même pour sa première traversée à destination de la Suède. Son exploitation sur cet itinéraire est cependant de courte durée. Le 2 avril, Tallink décide en effet d'y affecter le ferry Superfast IX, de retour au sein de la flotte à l'issue de son affrètement de seize ans au Canada, en remplacement du Star I qui est pour sa part racheté par Irish Ferries qui l'exploitait précédemment,. Le 12 avril, le navire arrive à Paldiski et achève sa dernière rotation pour le compte de Tallink.

## Aménagements
Le James Joyce possède 11 ponts. Si le navire s'étend en réalité sur 12 ponts, l'un d'entre eux est inexistant au niveau du garage pour permettre au navire de transporter du fret. Les locaux passagers se situent sur la totalité des ponts 7, 8 et 9. Ceux de l'équipage occupent une partie du pont 9. Les ponts 3, 5 et 6 sont pour leur part consacrés aux garages.

### Locaux communs
Le James Joyce est équipé d'un grand nombre d'installations destinées à la restauration et au divertissement. Situées en grande majorité sur les ponts 7, 8 et 9, elles comptent notamment un restaurant, un buffet, une cafétéria, un fast-food, deux bars, et des espaces commerciaux très développés.
Les installations du navire sont organisés de la manière suivantes :
- Pub Seaport : bar situé sur le pont 7 à l'arrière du navire ;
- Delight Buffet : restaurant buffet situé au pont 8 à l'avant du navire ;
- Tallink à la Carte : restaurant à la carte situé au milieu bâbord du pont 8 ;
- Snack Time : espace de restauration rapide au milieu tribord du pont 8 ;
- Burger King : restaurant utilisant la franchise Burger King situé sur le pont 9 ;
- Café :  coffee shop situé à l'avant sur le pont 9 utilisant la franchise Starbucks ;

En plus de ces installations, le James Joyce dispose d'une vaste galerie marchande sur le pont 7 composée d'un supermarché, d'une parfumerie et d'une boutique de vêtements. Sur le pont 7 se trouvent également les salons destinés aux passagers, offrant un confort variable selon la catégorie. Il existe à bord du Star trois salons, Star Class qui équivaut au tarif de passage classique et les Comfort Lounge et Business Lounge, moyennant un coût supplémentaire et offrant des prestations exclusives.

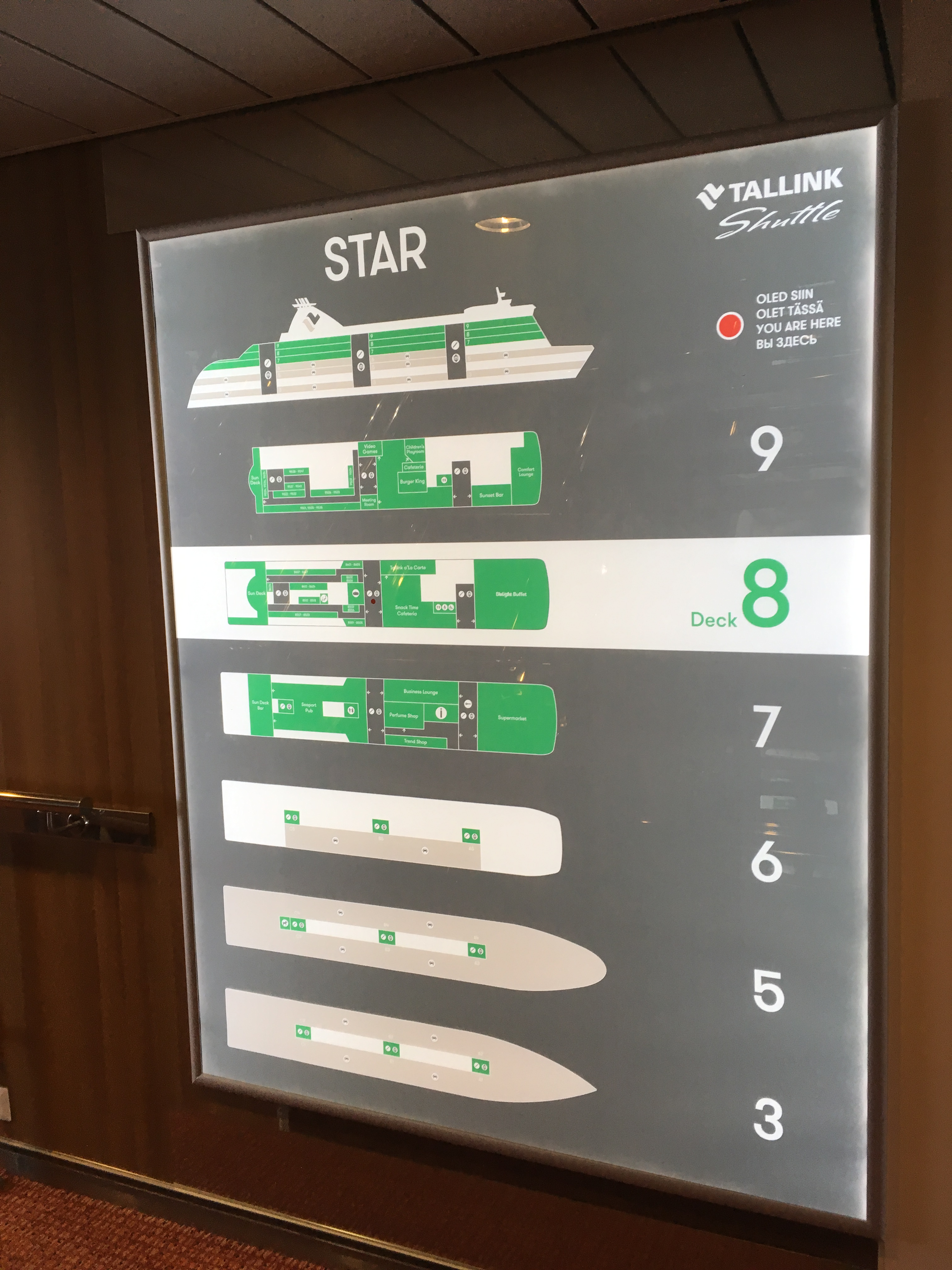
Plan du navire.
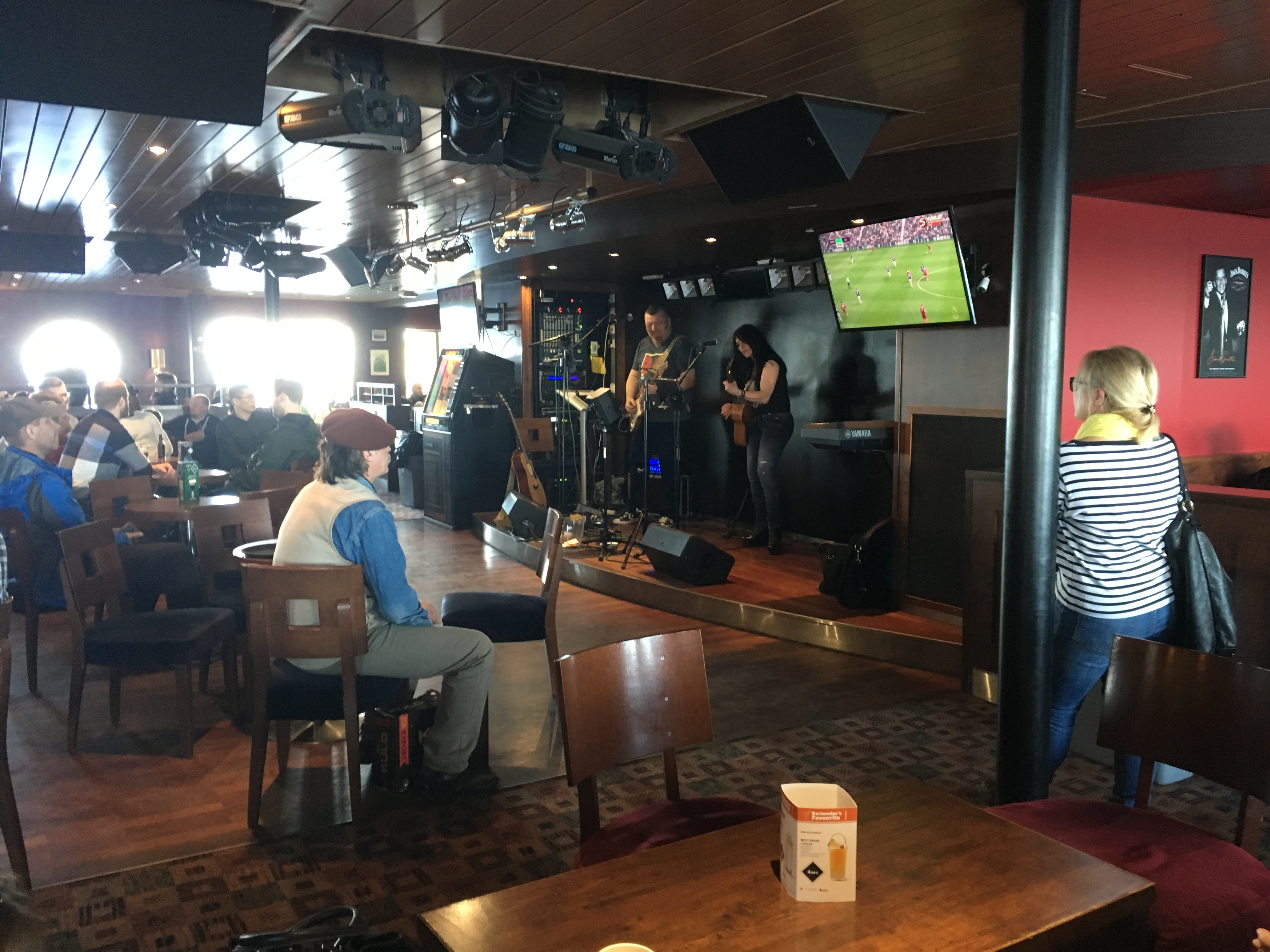
Pub Seaport sur le pont 7.
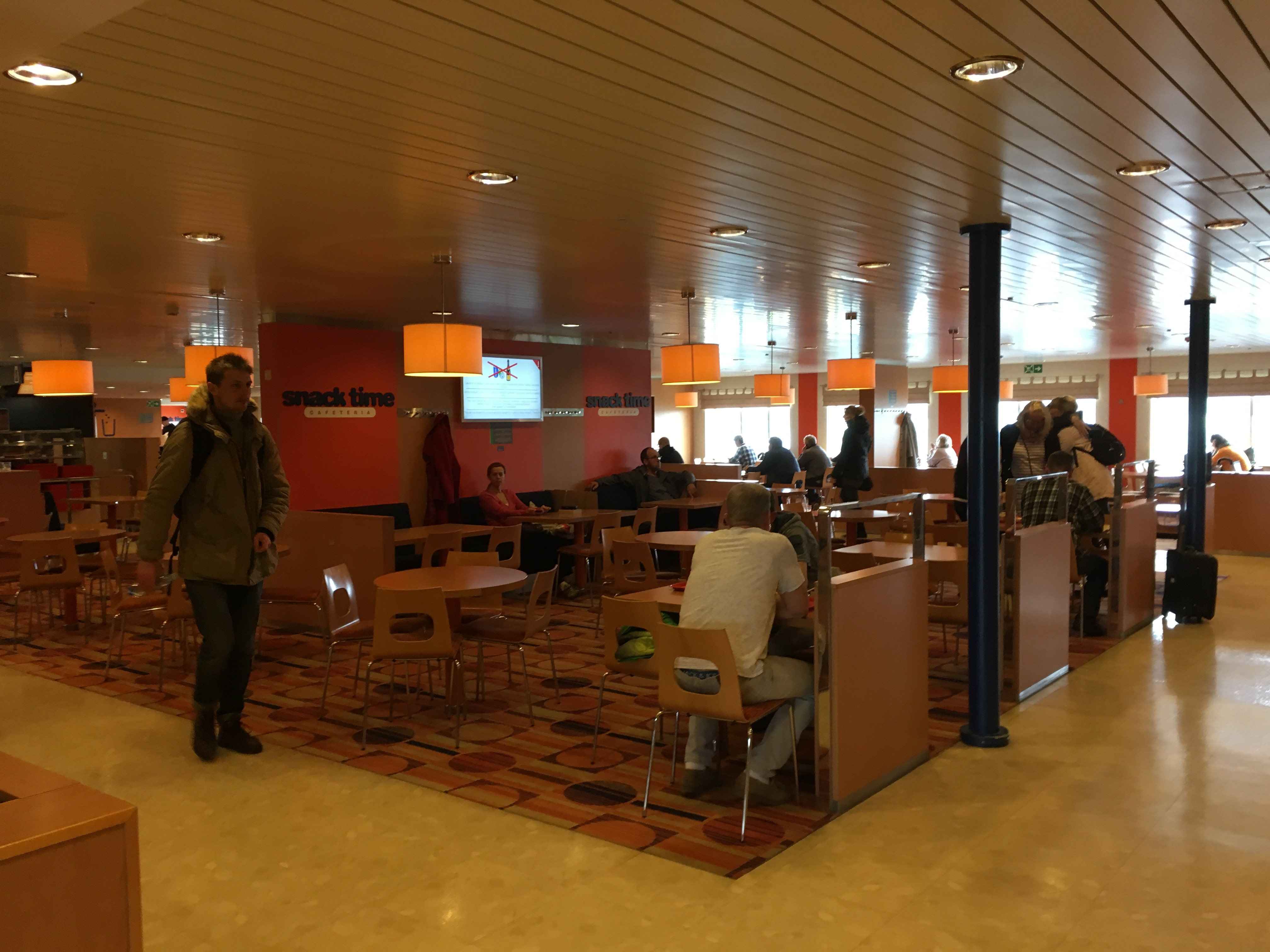
Snack Time sur le pont 8.

### Cabines
Conçu pour de courtes traversées, le James Joyce possède 131 cabines situées sur les ponts 8 et 9 vers l'arrière du navire. Internes ou externes, elles sont équipées de deux à quatre couchettes ainsi que de sanitaires comprenant douche, WC et lavabo.

## Caractéristiques
Le James Joyce mesure 186 mètres de long pour 27,70 mètres de large et son tonnage est de 36 249 UMS. Le navire a une capacité 1 900 passagers et est pourvu d'un garage de 1 981 mètres linéaires pouvant accueillir 450 véhicules ou 120 remorques répartis sur deux niveaux. Le garage est accessible par une portes rampes située à l'arrière et une porte rampe avant mais aussi une trappe donnant directement accès à son garage supérieur depuis 2017. La propulsion est assurée par quatre moteurs diesels semi-rapides MaK 12M43C développant une puissance de 48 000 kW entraînant deux hélices à pas variable faisant filer le bâtiment à une vitesse de 27,5 nœuds. Le James Joyce possède quatre embarcations de sauvetage fermées de grande taille, trois sont situées de chaque côté vers l'arrière du navire. Elles sont complétées par deux canots semi-rigides. En plus de ces principaux dispositifs, le navire dispose de plusieurs radeaux de sauvetage à coffre s'ouvrant automatiquement au contact de l'eau. Le navire est doté de deux propulseurs d'étrave facilitant les manœuvres d'accostage et d'appareillage ainsi que des stabilisateurs anti-roulis. Il est également équipé d'une coque brise-glace classée 1 A Super.

## Lignes desservies
Pour le compte de Tallink de 2007 à 2023, le Star effectuait la liaison entre l'Estonie et la Finlande sur la ligne Tallinn - Helsinki en traversée de jour. Sa vitesse lui permettait de réaliser jusqu'à quatre rotations quotidiennes.
De 2023 à 2025, le navire a assuré pour la compagnie Irish Ferries les traversées entre l'Irlande et le Royaume-Uni sur les lignes Rosslare - Pembroke Dock et Dublin - Holyhead et desservait également Cherbourg en France.
De retour sous les couleurs de Tallink en janvier 2025, il est brièvement employé entre l'Estonie et la Suède sur la ligne Paldiski - Kapellskär de février à avril.